# Diventare italiano con la signora Enrica
Diventare italiano con la signora Enrica è un film del 2010 diretto da Ali İlhan con protagonista Claudia Cardinale.

## Trama
Abbandonata con il proprio figlio dal marito, la signora Enrica è molto conosciuta dalle persone che la circondano per essersi rifiutata da allora di far entrare a casa sua qualsiasi uomo. Affitta le stanze di casa sua a studentesse, mentre lavora come sarta e al mercato. Decide di fare un'eccezione alla sua regola per Ekin, uno studente turco che non conosce molto bene la lingua. Ekin si innamora di Valentina, un'altra inquilina della casa, e cerca dei modi per comunicare con lei. La signora Enrica insegna a Ekin l'italiano, la danza e le sue capacità della cucina italiana, in altre parole, tutto ciò che deve sapere per entrare in contatto e conquistare Valentina. Il figlio della signora Enrica, Giovanni, inizia a rimproverare la madre per aver dato a uno sconosciuto l'amore che per anni ha negato a tutti.